# Warsaw Concerto
Het Warsaw Concerto is een eendelig pianoconcert geschreven als belangrijk ingrediënt van de film Dangerous Moonlight uit 1941. Deze film werd later ook wel genoemd onder de titel Suicide Squadron. Het concert werd door de Britse componist Richard Addinsell geschreven, en georkestreerd door een andere Brit: Roy Douglas, wiens bijdrage aan het stuk zelden genoemd wordt.
De film heeft een liefdesgeschiedenis als plot, en handelt rond het leven van de fictieve componist van het pianoconcert. Deze componist, een Pool, was tevens piloot in de Tweede Wereldoorlog en liep een shell-shock op, en vluchtte naar Engeland. Hij overweegt in de film terug te keren naar Polen om verder te vechten voor zijn land. De acteur die de rol van componist speelt is Anton Walbrook. Hij was een verdienstelijk amateurpianist, en zijn handen worden dan ook in de film getoond.
De soundtrack van de film werd echter ingespeeld door de professionele pianist Louis Kentner met het London Symphony Orchestra onder leiding van Muir Mathieson. Kentner wilde aanvankelijk zijn naam niet in de film vermeld hebben, uit vrees dat zijn bemoeienis met het genre filmmuziek voor zijn klassieke pianocarrière nadelig zou zijn.
De filmproducenten wilden een pianowerk in de stijl van Sergei Rachmaninovs Rapsodie op een thema van Paganini of van diens tweede of derde pianoconcert, maar ze waren niet in staat om Rachmaninov zelf een stuk te laten schrijven of een bestaande compositie ter beschikking te stellen voor hun film.
Het thema van dit concert werd later in nog een andere film gebruikt: The Sea Wolves (1980), in een arrangement van Roy Budd.
De eerste uitvoering kan geplaatst worden op 26 juni 1941 toen de film ging draaien in het Verenigd Koninkrijk. De eerste datum van een concertuitvoering is niet bekend. Vlak na het verschijnen van de film volgde ook de eerste elpee, in de combinatie die de filmmuziek speelde.

## Orkestratie
De orkestratie is volgens ChesterNovello, de muziekuitgeverij:
- piano
- 2 dwarsfluiten, 1 hobo, 3 klarinetten, 2 fagotten
- 4 hoorns, 3 trompetten, 3 trombones
- pauken, percussie
- violen, altviolen, celli, contrabassen

## Verschijning in populaire cultuur
- Het thema van het concert komt voor in een popsong met lyrics "The world outside will never know..." van The Four Coins.[1]
- Het thema stond ook in gearrangeerde vorm op nummer 18 op de UK Singles Chart in januari 1959, onder de titel The World Outside van Ronnie Hilton, een popzanger in Engeland.
- Spike Milligan refereert herhaaldelijk aan het concert in zijn autobiografie Adolf Hitler: My Part in His Downfall en de eropvolgende boeken: hij spreekt van 'the bloody awful Warsaw Concerto'.
- José Carreras nam het concert op als openingstrack op zijn album Pure Passion uit 1999.
- De Grammy Award-winnaar en Cubaanse jazzpianist/componist Gonzalo Rubalcaba nam een Latin arrangement op van het Warsaw Concerto in 2005.